# 奧查德維爾 (伊利諾伊州)
奧查德維爾（英語：Orchardville）是位於美國伊利諾伊州韋恩縣的一個非建制地區。該地的面積和人口皆未知。

## 地理
奧查德維爾的座標為38°30′23″N 88°39′01″W / 38.50639°N 88.65028°W，而該地的平均海拔高度為155米（即509英尺）。